# 마이클 레빗
마이클 레빗(Michael Levitt, 1947년 5월 9일 ~ )은 남아프리카 태생의 생물물리학자이자 스탠퍼드 대학교의 구조 생물학 교수로 1987년부터 재직하고 있다. 레빗은 "복잡한 화학 시스템의 다중 규모 모델 개발" 공로로 마르틴 카르플루스 및 아리에 와르셸과 함께 2013년 노벨 화학상을 받았다. 2018년 레빗은 생물의학 데이터 과학 연례 리뷰(Annual Review of Biomedical Data Science)의 창립 공동 편집자였다.